# Barotac Viejo
Barotac Viejo (Filipino: Bayan ng Barotac Viejo, Hiligaynon: Sangguniang Bayan Barotac Viejo) ist eine Großraumgemeinde in der Provinz Iloilo auf der Insel Panay auf den Philippinen. Sie hat 45.808 Einwohner (Zensus 1. August 2015), die in 26 Barangays leben. Sie gehört zur dritten Einkommensklasse der Gemeinden auf den Philippinen und wird als dörflich beschrieben.
Barotac Viejo liegt an der östlichen Küste auf der Insel Panay, an der Guimaras-Straße, der Insel Negros gegenüber. Die Hauptstadt der Provinz, Iloilo City, liegt ca. 55 km südwestlich der Gemeinde und ist von dort mit dem Bus oder Jeepney zu erreichen. Die Nachbargemeinden sind Banate im Westen, Lemery und San Rafael im Norden, Ajuy im Osten. Die Topographie der Gemeinde wird bestimmt von Flachländern und einer hügeligen Landschaft im Inselinneren. 

## Barangays
| - Bugnay - California - Del Pilar - De la Peña - General Luna - La Fortuna - Lipata - Natividad - Nueva Invencion | - Nueva Sevilla - Poblacion - Puerto Princesa - Rizal - San Antonio - San Fernando - San Francisco - San Geronimo - San Juan | - San Lucas - San Miguel - San Roque - Santiago - Santo Domingo - Santo Tomas - Ugasan - Vista Alegre |